# Новожедріно
Новоже́дріно (рос. Новожедрино) — село у складі Матвієвського району Оренбурзької області, Росія.

## Населення
Населення — 602 особи (2010; 641 у 2002).
Національний склад (станом на 2002 рік):
- росіяни — 63 %